# Mordechaj Podchlebnik

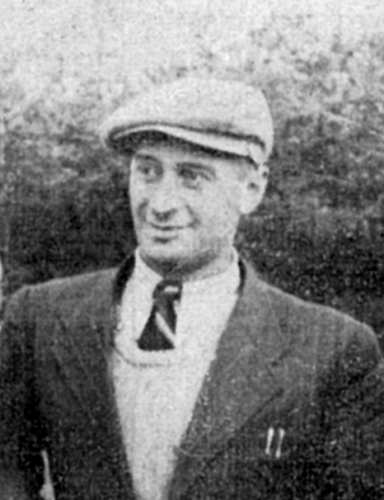
Podchlebnik podczas prac śledczych Głównej Komisji Badania Zbrodni Niemieckich w Polsce na terenie Lasu Rzuchowskiego (maj 1945)

Mordechaj Podchlebnik lub Michał Podchlebnik (ur. 16 czerwca 1907 lub 23 grudnia 1909 w Kole, zm. 11 września 1985) – polski handlarz i rymarz pochodzenia żydowskiego. Był jedną z sześciu osób, które przeżyły niemiecki obóz zagłady Kulmhof w Chełmnie nad Nerem i dożyły końca wojny.

## Życiorys

### Okres przedwojenny
Pochodził ze znanej w Kole i okolicach rodziny Podchlebników. Jego ojcem był Juda Jakub, a matką Szosza z Widawskich. Miał dwóch braci i sześć sióstr. Jego dziadek, Michał Podchlebnik, był właścicielem gospodarstwa rolnego w Straszkowie.
Zajmował się rymarstwem oraz handlem bydłem na terenie całego powiatu kolskiego. Był piłkarzem Żydowskiego Robotniczego Klubu Sportowego „Hapoel” Koło oraz kolarzem. 18 sierpnia 1935 roku wziął ślub z Surą Kajlą z domu Bornsztejn, para miała dwójkę dzieci: Esterę Chaję (ur. 1934) i Chenyka (ur. 1938).

### II wojna światowa
W październiku 1940 roku wraz z całą rodziną został wysiedlony do getta wiejskiego w Bugaju-Nowinach Brdowskich, gdzie także zajmował się handlem bydłem. Otrzymał pozwolenie na pracę w gospodzie Niemca Edmunda Halka, jego znajomego z dzieciństwa, w Kole. Pracując w Kole utrzymywał kontakty z Judenratem kolskiego getta.
3 stycznia 1942 roku został wysłany do obozu zagłady w Chełmnie nad Nerem w charakterze robotnika przymusowego. Początkowo przydzielony został do tzw. „komanda domowego” (Hauskommando), które pracowało w samym Chełmnie. Następnie pracował w „komandzie leśnym” (Waldkommando) w Lesie Rzuchowskim, gdzie brał udział w grzebaniu zwłok zamordowanych więźniów. Według własnej relacji, zgłosił się do tego komanda na ochotnika, licząc, że ucieczka z lasu będzie łatwiejsza, niż z pałacowej piwnicy. 13 stycznia 1942 roku zmuszony był do pogrzebania zwłok swoich rodziców oraz żony i dzieci, co w swojej relacji opisał Szlama Ber Winer. Po pogrzebaniu ciał swojej rodziny postanowił popełnić samobójstwo, został jednak odwiedziony od tego planu. Ostatecznie śmierć rodziny i udana ucieczka innego więźnia, Abrahama Roja, skłoniła go do podjęcia decyzji o ucieczce z obozu.
O poranku 19 stycznia 1942 roku uciekł z samochodu ciężarowego dowożącego komando do pracy w Lesie Rzuchowskim, przecinając nożem płachtę i ukrywając się na kilkadziesiąt godzin w przydrożnej stodole. Dwie relacje, które złożył na temat swojej ucieczki różnią się przy tym w niektórych szczegółach. Prawdopodobnie stodoła, w której się ukrył, należała do Michała Radoszewskiego; gospodarz ten miał go nakarmić i podarować czapkę. Prawdopodobnie w trakcie ucieczki Podchlebnik stykał się także z innymi Polakami, w tym Stanisławą Testkowską i Władysławą Bielińską.
Początkowo udał się do Krośniewic, następnie przebywał w Grabowie, w domu rodziny swojej żony. W grabowskim getcie spotkał swoją siostrę, a następnie także Szlamę Ber Winera, który uciekł z obozu tego samego dnia (według ich relacji wspólnie zdecydowali się na ucieczkę). Usiłował ostrzec miejscowych Żydów o wydarzeniach rozgrywających się w Chełmnie, spotkał się jednak z niedowierzaniem, a nawet groźbami denuncjacji. W słowa Podchlebnika i Winera uwierzył natomiast miejscowy rabin, Jakub Szulman. Wysłał on swoim krewnym i przyjaciołom, mieszkającym m.in. w Łodzi, listy i karty pocztowe z ostrzeżeniami i informacjami o trwającym ludobójstwie. Podobnie postąpili niektórzy z mieszkańców getta.
Na temat szlaku dalszej ucieczki Podchlebnika występują rozbieżne relacje. On sam twierdził, że z Grabowa udał się wraz z siostrą i siostrzeńcem do Piotrkowa Trybunalskiego. Miał tam uzyskać fałszywe dokumenty i  pozwolenia na dalszą podróż. Podczas pobytu w Piotrkowie Trybunalskim skontaktował się również z Judenratem tamtejszego getta, któremu przekazał informację o działalności obozu w Chełmnie. Ocalały z Zagłady rabin Jehoszua Mosze Aronson wspominał jednak, że od Żyda z Sannik nazwiskiem Kohn otrzymał informacje o spotkaniu z uciekinierem z Chełmna, którego losy były niezwykle podobne do losów Podchlebnika. Uciekinier ten miał jakoby udać się z Grabowa do Gostynina, a stamtąd do Warszawy (sam Podchlebnik oraz inne źródła nie wspominają jednak o jego obecności w stolicy).
W pewnym momencie Podchlebnik w towarzystwie swojego siostrzeńca udał się do Rzeszowa. Jak wynika jednak z jego relacji, po drodze zostali zadenuncjowani i wydani w ręce Gestapo w Tarnowie. Jego siostrzeniec został zastrzelony, on sam miał jednak uciec z miejsca kaźni. Następnie udał się pieszo do Rzeszowa, gdzie ponownie spotkał się ze swoją siostrą. W Rzeszowie pracował jako robotnik przymusowy na dworcu kolejowym i handlował bydłem, w obliczu zbliżającej się likwidacji getta przedostał się na wieś, gdzie ukrywał się pod nazwiskiem Michał Janke. Cały swój dobytek przekazał chłopu w zamian za pomoc w ukrywaniu się. 
Po wkroczeniu Armii Czerwonej udał się do Lublina, skąd po kilku miesiącach powrócił do Koła. Był jednym z kluczowych świadków w śledztwie Władysława Bednarza dotyczącym działalności obozu w Chełmnie, uczestniczył m.in. w wizji lokalnej na terenie obozu. Wywiad z nim przeprowadziła Zofia Nałkowska, latem 1945 roku był także dwukrotnie przesłuchiwany przez Powiatową Komisję Badania Zbrodni Niemieckich w Kole. Ponownie podjął także pracę w handlu bydłem. 

### Losy powojenne
Na początku września 1945 roku wyjechał do Niemiec, gdzie 6 września 1945 roku zarejestrował się w obozie dla przesiedlonych w Weiden. Miesiąc później przebywał w obozie w Zeilsheim we Frankfurcie nad Menem. Podczas pobytu w Niemczech ożenił się z Dorą Kurzfeld z Będzina, krawcową i byłą więźniarką Auschwitz-Birkenau. W 1946 roku w obozie w Zeilsheim urodził im się syn Jakob. W 1949 roku wraz z rodziną wyjechał do Izraela, płynąc statkiem „Negba” z Marsylii do Hajfy. 
Początkowo mieszkali w Riszon le-Cijjon, a następnie w Bnei Brak. Podjął pracę w fabryce czekolady, w Bnei Brak został następnie współwłaścicielem pralni. W Izraelu urodził mu się drugi syn: Jon. Od 1978 roku mieszkał w Ramat Gan. 
5 czerwca 1961 roku był świadkiem w procesie Adolfa Eichmanna, a dwa lata później w procesie załogi obozu Kulmhof w Bonn. W lipcu 1964 roku złożył zeznanie przed dr Olgą Barniczową z Jad Waszem. 
Do końca życia zmagał się z fizycznymi dolegliwościami i psychologiczną traumą, będącymi efektem pobytu w obozie zagłady. Zmarł podczas operacji serca, 11 września 1985 roku. Został pochowany na cmentarzu Holon w Tel Awiwie (Bat Jam).

## W kulturze
Jego historia stała się kanwą dla opowiadania Zofii Nałkowskiej Człowiek jest mocny z cyklu Medaliony. W filmie Medaliony Andrzeja Brzozowskiego z 1967 roku w jego rolę wcielił się Marek Preiss.
Na krótko przed śmiercią Podchlebnik wystąpił w filmie dokumentalnym Shoah Claude’a Lanzmanna. W 2025 roku miała miejsce premiera filmu The World Will Tremble, opisującego historię Podchlebnika i Szlamy ber Winera.